# Кіково (Західнопоморське воєводство)
Кіково (пол. Kikowo) — село в Польщі, у гміні Тихово Білоґардського повіту Західнопоморського воєводства.
У 1975-1998 роках село належало до Кошалінського воєводства.